# Jari Ilola
Jari Ilola (født 24. november 1978 i Oulu, Finland) er en finsk tidligere fodboldspiller (midtbane).
Ilola spillede i hjemlandet for henholdsvis HJK Helsinki og RoPS, og tilbragte desuden otte år hos svenske Elfsborg. Han vandt både det finske og det svenske mesterskab med henholdsvis HJK og Elfsborg.
Ilola spillede desuden 30 kampe for det finske landshold. Han debuterede for holdet 10. oktober 1998 i en EM-kvalifikationskamp mod Nordirland, mens hans sidste landskamp var en venskabskamp mod Spanien i 2007. Han scorede desuden et enkelt mål i en venskabskamp mod Albanien i 2002.

## Titler
Veikkausliiga
- 2002 med HJK Helsinki

Suomen Cupen
- 1998 og 2000 med HJK Helsinki

Allsvenskan
- 2006 med Elfsborg

Svenska Cupen
- 2003 med Elfsborg